# Kupferbach (Tannbach)
Der Kupferbach, auf manchen Landkarten auch Töpener Bach oder Töpenbach genannt, ist ein ca. neun Kilometer langer Bach im Grenzgebiet zwischen dem thüringischen Saale-Orla-Kreis und dem bayerischen Landkreis Hof. Er entspringt zwischen den Dörfern Mißlareuth (Gemeinde Weischlitz) und Gebersreuth (Stadt Gefell), fließt zunächst Richtung Süden und bildet beim Drei-Freistaaten-Stein für wenige Meter die Grenze zunächst zwischen Bayern und Thüringen, dann zwischen Bayern und Sachsen, danach verläuft er auf bayerischem Gebiet. Ab Münchenreuth wendet er sich nach Südwesten und im Ortsgebiet von Töpen im Bogen nach Norden, um unterhalb des Ortes in den Tannbach zu münden.

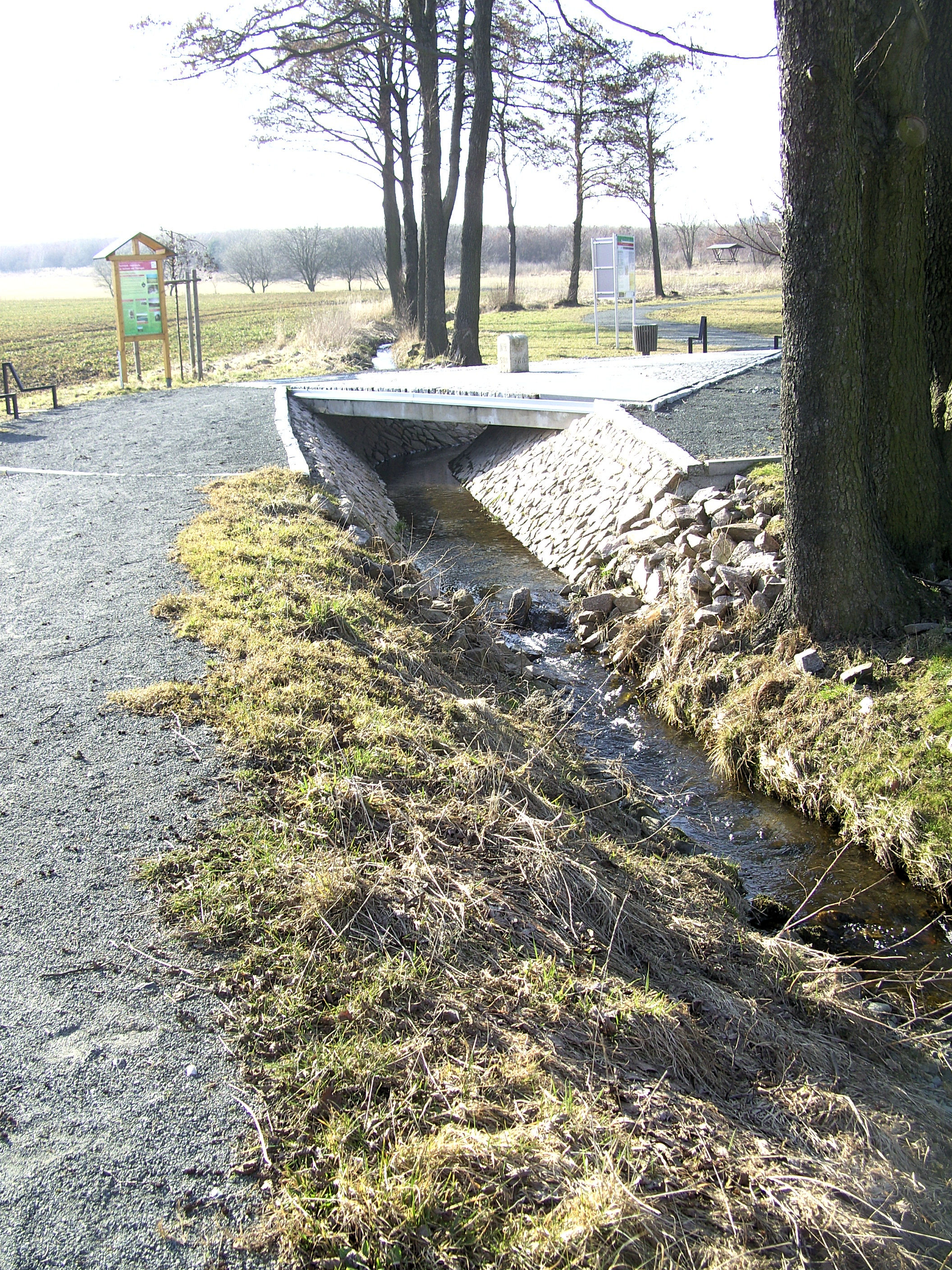
Der Drei-Freistaaten-Stein (Dreiländereck Bayern-Sachsen-Thüringen) über dem Lauf des Kupferbachs